# Sciadonus
Sciadonus es un género de peces de la familia Aphyonidae. Fue descrito por el americano Samuel Garman en 1899.

## Especies
- Sciadonus cryptophthalmus (Zugmayer, 1911)
- Sciadonus galatheae (J. G. Nielsen, 1969)
- Sciadonus jonassoni (Nybelin, 1957)
- Sciadonus pedicellaris Garman, 1899